# Ulrike Hellert

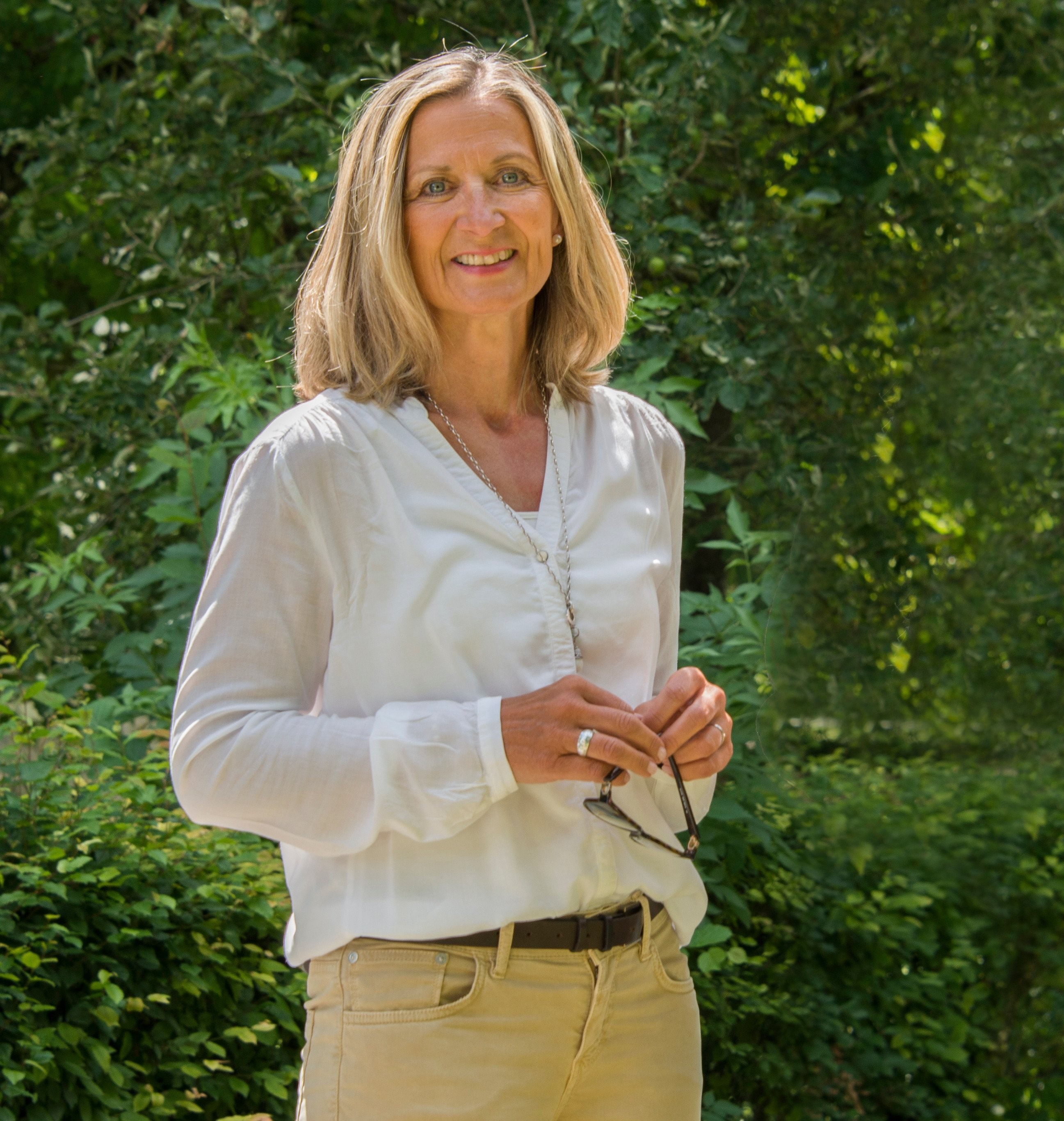
Ulrike Hellert (2019)

Ulrike Hellert (* 1958 in Würzburg) ist eine deutsche Arbeitspsychologin und Wirtschaftswissenschaftlerin mit den Schwerpunkten Arbeitszeitgestaltung und Stresskompetenz.

## Leben
Nach ihrer Ausbildung zur Chemielaborantin war Ulrike Hellert in Kliniken und Forschungslaboren tätig, zuletzt im EMBL in Heidelberg. Anschließend studierte sie Wirtschaftswissenschaft an der FernUniversität in Hagen mit den Schwerpunktfächern: Organisation und Planung, Didaktik der betrieblichen Bildung und Psychologie. Ihre Diplomarbeit hatte das Thema: „Motivationspsychologische Maßnahmen der Arbeitsgestaltung zur Förderung von Frauen in Führungspositionen“. Ihre Promotion schrieb sie bei Gerd Wiendieck an der FernUniversität in Hagen im Fachbereich Arbeits- und Organisationspsychologie über das Thema „Humane Arbeitszeiten“.
2001 gründete sie das Beratungsunternehmen „Moderne Arbeitszeiten“ und leitete mehrere Bundes- und Landesprojekte aus den Bereichen Arbeitsgestaltung und Arbeitszeit. Hellert war bei der SIHK zu Hagen als Projektleiterin tätig und initiierte 2001 das „Zeitbüro NRW“, gefördert durch das Ministerium für Arbeit, Gesundheit und Soziales des Landes Nordrhein-Westfalen.
2008 wurde Ulrike Hellert hauptamtliche Dozentin an der FOM Hochschule am Standort Nürnberg. 2009 wurde sie zur Professorin berufen und lehrt seither in Bachelor- und Masterstudiengängen. Sie ist Gründungsdirektorin des „iap - Institut für Arbeit & Personal“ an der FOM Hochschule und erhielt für herausragende Forschungsleistungen von der FOM Hochschule den Forschungspreis 2012 verliehen.

## Tätigkeitsfelder

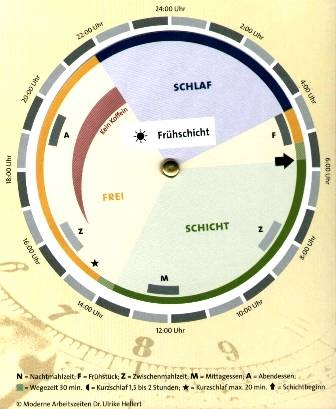
Schichtscheibe Hellert

- Stresskompetenz und Stressbewältigung
- Moderne Arbeitszeitgestaltung
- Nacht- und Schichtarbeit
- Zeitkompetenz & Selbstmanagement
- Vereinbarkeit von Familie & Beruf
- Personalmanagement
- Führungskompetenzen
- Gesundheitsmanagement insb. Stressprävention
- Projektmanagement

Ulrike Hellert erstellte das durch die ZPP zertifizierte multimodale Weiterbildungskonzept „Individuelle Stressbewältigungskompetenz entwickeln“ zur Qualifizierung von Kursleitern gem. SGB V § 20, Abs. 1 und 20a und gründete das „ISK – Institut für Stresskompetenz“.
Im Rahmen von zahlreichen Forschungen, Beratungen und Workshops zum Thema Nacht- und Schichtarbeit kreierte sie zusammen mit Wolfgang Sichert-Hellert die „Schichtscheibe“, bestehend aus einem Rechteck-Karton mit einem 24h Zeitkreis und zwei Scheiben für die jeweilige Schicht. Diese gibt Schichtarbeitenden je nach Schicht Hinweise, wann günstigerweise geschlafen und wann gegessen werden sollte.

## Publikationen (Auswahl)
- Kreative Stresskompetenz für die Arbeitswelt. Hellert/Stix. Haufe Group, Freiburg 2023 ISBN 978-3648169445
- Arbeitszeiten flexibel und gesundheitsgerecht gestalten. In: B. Badura, A. Ducki, H. Schröder & M. Meyer (Hrsg.): Fehlzeitenreport 2021 (S. 265–277). Springer, Berlin 2021. ISBN 978-3-662-63722-7
- mit Karolin Stix: Stresskompetenz entwickeln mit Design Thinking. In: S. Heinemann & D. Matusiewicz (Hrsg.) Reth!nk Healthcare – Krise als Chance. Medhochzwei Verlag, Heidelberg 2021. ISBN 978-3-86216-744-9
- Selbstwirksamkeit. In: D. Matusiewicz & J. A. Werner (Hrsg.) Future Skills in Medizin und Gesundheit (S. 76–81). Medizinisch Wissenschaftliche Verlagsgesellschaft, Berlin 2021. ISBN 978-3-95466-594-5
- mit Rebekka Mander und Conni Antoni: Selbstführungsstrategien zur Bewältigung von Flexibilitätsanforderungen digitaler Arbeit mit hohem Zeit-, Orts- und Handlungsspielraum – eine qualitative Studie. In: Gruppe. Interaktion. Organisation. GIO Zeitschrift für Angewandte Organisationspsychologie, Jg. 2021, Nr. 1, Springer. ISSN 2366-6145
- Moderne Nacht- und Schichtarbeitszeit. In: A. Gerlmaier & E. Latniak (Hrsg.): Handbuch psycho-soziale Gestaltung digitaler Produktionsarbeit (S. 399–403), Springer Fachmedien, Wiesbaden 2019. ISBN 978-3-658-26153-5
- Gesundheitsgerechte Vertrauensarbeitszeit. In: A. Gerlmaier & E. Latniak (Hrsg.): Handbuch psycho-soziale Gestaltung digitaler Produktionsarbeit (S. 439–443), Springer Fachmedien, Wiesbaden 2019. ISBN 978-3-658-26153-5
- Arbeitszeitmodelle der Zukunft. Arbeitszeiten flexibel und attraktiv gestalten. Inklusive Arbeitshilfen online. 2. Auflage, Haufe Gruppe, Freiburg 2018. ISBN 978-3-648-11994-5